# Laura Miano
Laura Miano (Genova, 8 marzo 1959) è un'ex velocista italiana, bronzo sui 100 m e argento con la staffetta 4x100 m ai Giochi del Mediterraneo di Spalato 1979, quattro volte campionessa italiana individuale (due volte sui 100 m e due volte sui 60 m indoor) e 3 volte con la staffetta 4 x 100.

## Biografia
Ha iniziato a gareggiare a 14 anni nel 1973, tesserata per la 'Associazione Amatori Atletica' (AAA) storica e blasonata formazione ligure ora scomparsa:  ancora nella categoria ragazze corre i 60 m indoor in 7"8.
Nel 1974 corre i 60 m indoor in 7"6, vince i campionati italiani allieve sui 100 m con 11"9 (primato italiano allieve) e viene convocata in nazionale juniores.
Nel 1975 corre i 60 m indoor in 7"81, vince nuovamente il campionato italiano allieve sui 100, scende a 11"7 (primato italiano allieve e junior) e a 11"98 (idem) e corre i 200 in 25". Si piazza inoltre 5º ai campionati assoluti sia indoor che all'aperto; partecipa ai campionati europei juniores ad Atene correndo i 100 metri in batteria in 12"13.
Nel 1976 vince il titolo italiano junior indoor sui 60 metri indoor e con 7"68 stabilisce il primato italiano juniores, si piazza terza sui 100 ai campionati italiani assoluti e continua la sua avventura nella nazionale giovanile.
Nel 1977 corre i 60 m indoor in 7”4 primato italiano juniores (e 7”64) sui 60 indoor, corre due volte in 11”70 (primato italiano juniores) realizzando il 2º tempo stagionale assoluto e gareggia nuovamente ai campionati europei juniores a Donjetsk classificandosi al 5º posto sui 100 m e corre i 200 in 24”8, conquistando il titolo italiano juniores sia sui 60 m indoor sia sui 100 m. In quell'anno viene convocata per 5 volte nella nazionale maggiore (in tutto saranno 21 maglie azzurre).
Nel 1978 cambia casacca e si trasferisce alla SNAM S. Donato. Nello stesso anno vince per la prima volta il titolo italiano assoluto sui 100 m, partecipa agli Europei indoor e agli europei di Praga. Il suo primato personale sui 100 scende a 11"52.
Nel 1979 corre i 100 prima in 11"45 a Milano e quindi in 11"43 (PB) a Città del Messico (entrambi record italiani) e, pur essendo una specialista dei 100 m, corre i 200 m in 23"29, all'epoca seconda prestazione italiana all time. Alle Universiadi di Città del Messico con Patrizia Lombardo, Marisa Masullo e Paola Bolognesi migliora per due volte il primato italiano della staffetta 4 x 100 portandolo da 44"56 a 44"32. Vince di nuovo il titolo sui 100 m e partecipa alla Coppa Europa.
Nel 1978, 1979, 1980 vince anche con la SNAM S. Donato (varie formazioni) il titolo italiano della staffetta 4 x 100.
Nel 1978 e 1979 migliora per tre volte con la SNAM S. Donato (varie formazioni) il primato italiano della staffetta 4 x 100 per squadre di club.
Nel 1980 migliora il suo primato sui 60 m indoor con 7"41 e vince il titolo italiano assoluto sulla stessa distanza
.
Due anni di sosta, il rientro nel 1983 con ottimi tempi sui 60 indoor (7"52 agli Europei indoor del 1983 e 7"40 (PB) nel 1984), vince il titolo italiano sui 60 indoor nel 1984 nonché consegue il primato italiano nella 4 x 200 indoor in 1'34"05 con Marisa Masullo, Erica Rossi e Daniela Ferrian.
Quindi il ritiro definitivo.

## Record nazionali

### Seniores
- 100 metri piani: 11"45 ( Milano, 23 giugno 1979)
- 100 metri piani: 11"43 ( Città del Messico, 8 settembre 1979)
- Staffetta 4 x 100: 44"37 ( Città del Messico, 12 settembre 1979) con Patrizia Lombardo, Marisa Masullo e Paola Bolognesi
- Staffetta 4 x 100: 44"32 ( Città del Messico, 13 settembre 1979) con Patrizia Lombardo, Marisa Masullo e Paola Bolognesi
- Staffetta 4 x 200 indoor : 1'34"05 Torino, 11 febbraio 1984)  con Marisa Masullo, Erica Rossi e Daniela Ferrian.
- Staffetta 4 x 100 per squadre di club: 46"25 -  ( Roma, 25 luglio 1978) - SNAM S.Donato con Luisa Cugnach, Paola Castellani e Antonella Bertoldo
- Staffetta 4 x 100 per squadre di club: 46"18 - ( Roma, 26 luglio 1978) - SNAM S.Donato con Luisa Cugnach, Paola Castellani e Antonella Bertoldo
- Staffetta 4 x 100 per squadre di club: 45"90 - ( Roma, 18 luglio 1979) - SNAM S.Donato con Paola Castellani, Marina Branchi e Roberta Rabaioli

### Juniores
- 100 metri: 11"7 ( Firenze, 22 luglio 1975)
- 100 metri: 11"98 ( Atene, 2 agosto 1975)
- 100 metri: 11"70 ( Firenze, 1 giugno 1977)
- 60 metri indoor: 7"68 ( Genova, 24 gennaio 1976)
- 60 metri indoor: 7"4 ( Genova, 9 gennaio 1977)

### Allieva
- 100 metri: 11"9 ( Milano, 1 giugno 1974)
- 100 metri: 11"7 ( Firenze, 22 luglio 1975)
- 100 metri: 11"98 ( Atene, 2 agosto 1975)

## Progressione

### 60 m indoor
| Stagione | Risultato | Luogo  | Data      |
| -------- | --------- | ------ | --------- |
| 1984     | 7"40      | Genova | 25-1-1984 |
| 1983     | 7"44      | Torino | 23-2-1983 |
| 1982     | -         |        |           |
| 1981     | -         |        |           |
| 1980     | 7"41      | Genova | 9-2-1980  |
| 1979     | -         |        |           |
| 1978     | 7"42      | Milano | 12-3-1978 |
| 1977     | 7"64      | Genova | 9-2-1977  |
| 1976     | 7"68      | Genova | 24-1-1976 |
| 1975     | 7"81      | Genova | 9-2-1975  |
| 1974     | 7"6       | Genova | 27-1-1974 |

### 100 m
| Stagione | Risultato | Luogo             | Data      |
| -------- | --------- | ----------------- | --------- |
| 1984     | 11"68     | Formia            | 30-6-1984 |
| 1983     | 11"70     | Roma              | 19-7-1983 |
| 1982     | 11"87     | Viareggio         | 11-8-1982 |
| 1981     | -         |                   |           |
| 1980     | 11"53     | Torino            | 24-6-1980 |
| 1979     | 11"43     | Città del Messico | 8-9-1979  |
| 1978     | 11"52     | Praga             | 29-8-1978 |
| 1977     | 11"70     | Firenze           | 1-6-1977  |
| 1976     | 11"8      | Genova            | 17-6-1976 |
| 1975     | 11"7      | Firenze           | 22-7-1975 |
| 1974     | 11"9      | Milano            | 1-6-1974  |

## TOP 10

### 60 m indoor
| Stagione | Risultato | Luogo  | Data      |
| -------- | --------- | ------ | --------- |
| 1984     | 7"40      | Genova | 25-1-1984 |
| 1980     | 7"41      | Genova | 9-2-1980  |
| 1978     | 7"42      | Milano | 12-3-1978 |
| 1980     | 7"43      | Genova | 9-2-1980  |
| 1980     | 7"44      | Milano | 19-2-1980 |
| 1983     | 7"44      | Torino | 23-2-1983 |
| 1984     | 7"44      | Genova | 4-2-1984  |
| 1980     | 7"45      | Genova | 2-2-1980  |
| 1978     | 7"46      | Milano | 12-3-1978 |
| 1984     | 7"46      | Torino |           |

### 100 m
| Stagione | Risultato | Luogo             | Data      |
| -------- | --------- | ----------------- | --------- |
| 1979     | 11"43     | Città del Messico | 8-9-1979  |
| 1979     | 11"45     | Milano            | 23-6-1979 |
| 1978     | 11"51     | Palermo           | 17-9-1978 |
| 1978     | 11"52     | Praga             | 29-8-1978 |
| 1979     | 11"52     | Torino            | 4-8-1979  |
| 1979     | 11"53     | Città del Messico | 7-9 1979  |
| 1980     | 11"53     | Torino            | 24-6-1980 |
| 1978     | 11"54     | Roma              | 25-7-1978 |
| 1979     | 11"54     | Firenze           | 6-6-1979  |
| 1980     | 11"54     | Torino            | 24-6-1980 |

Inoltre altre 6 prestazioni entro 11"64

## Palmarès
| Anno | Manifestazione          | Sede              | Evento    | Risultato  | Prestazione | Note                        |
| ---- | ----------------------- | ----------------- | --------- | ---------- | ----------- | --------------------------- |
| 1975 | Europei juniores        | Atene             | 100 metri | Batteria   | 12"13       |                             |
| 1977 | Europei juniores        | Donec'k           | 100 metri | 5º         | 11"86       |                             |
| 1978 | Europei                 | Praga             | 100 metri | Semifinale | 11"71       | in batteria 11"52           |
| 1978 | Europei                 | Praga             | 4 x 100   | batteria   | 44"95       |                             |
| 1978 | Europei indoor          | Milano            | 60 m      | semifinale | 7"42        |                             |
| 1979 | Giochi del Mediterraneo | Spalato           | 100 metri | Bronzo     | 11"67       |                             |
| 1979 | Giochi del Mediterraneo | Spalato           | 4 x 100   | Argento    | 45"32       |                             |
| 1979 | Universiadi             | Città del Messico | 4 x 100   | 5º         | 44"32       | Record nazionale            |
| 1979 | Universiadi             | Città del Messico | 100       | 7º         | 11"62       | Nei turni eliminatori 11"43 |
| 1979 | Coppa Europa            | Sittard           | 200 m     | 4º         | 23"29       | Semifinale Coppa Europa     |
| 1979 | Coppa Europa            | Sittard           | 4 x 100   | 4º         | 46"55       | Semifinale Coppa Europa     |
| 1979 | Coppa Europa            | Torino            | 100 m     | 7º         | 11"52       | Finale A Coppa Europa       |
| 1979 | Coppa Europa            | Torino            | 200 m     | 7º         | 23"46       | Finale A Coppa Europa       |
| 1979 | Coppa Europa            | Torino            | 4 x 100   | 7º         | 45"09       | Finale A Coppa Europa       |
| 1983 | Europei indoor          | Budapest          | 60 m      | batteria   | 7"52        |                             |

## Campionati nazionali
- 2 volte campionessa nazionale nei 100 metri piani (1978, 1979)[7]
- 2 volte campionessa nazionale indoor nei 60 metri piani (1980, 1984)[8]
- 3 volte campionessa nazionale nella staffetta 4 x 100 m (1978, 1979, 1980)
- 1 volte 3ª classificata nei 100 metri piani (1976)
- 2 volte campionessa nazionale junior indoor nei 60 metri piani (1976, 1977)
- 1 volta campionessa nazionale junior nei 100 metri piani (1977)
- 2 volte campionessa nazionale allieve nei 100 metri piani (1974, 1975)

1974
- Oro ai Campionati italiani allieve 100 metri piani

1975
- Oro ai Campionati italiani allieve 100 metri piani

1976
- Oro ai Campionati italiani junior indoor 60 metri piani
- Bronzo ai Campionati italiani assoluti 100 metri piani

1977
- Oro ai Campionati italiani junior indoor 60 metri piani
- Oro ai Campionati italiani junior 100 metri piani

1978
- Oro ai Campionati italiani assoluti 100 metri piani
- Oro ai Campionati italiani assoluti 4x100 - 46"18 - SNAM S.Donato con Luisa Cugnach, Paola Castellani e Antonella Bertoldo

1979
- Oro ai Campionati italiani assoluti 100 metri piani
- Oro ai Campionati italiani assoluti 4x100 - 45"90 - SNAM S.Donato con Luisa Cugnach, Paola Castellani e Antonella Bertoldo

1980
- Oro ai Campionati italiani assoluti indoor 60 metri piani
- Oro ai Campionati italiani assoluti 4x100 - 46"14 - SNAM S.Donato con Luisa Cugnach, Marina Branchi e Roberta Rabaioli

1984
- Oro ai Campionati italiani assoluti indoor 60 metri piani